# Goghtanik
Goghtanik (in armeno Գողթանիկ?) è un comune di 209 abitanti (2001) della Provincia di Vayots Dzor in Armenia.